# Castiglione Henrik
Castiglione Henrik (Budapest, 1885. december 28. – Budapest, 1960. augusztus 24.) magyar filmszakíró, producer, forgatókönyvíró, gazdasági vezető, mozitulajdonos.

## Életpályája
Érettségi vizsgáját követően a Magyar Királyi Központi Statisztikai Hivatal alkalmazta, mint statisztikai felügyelő, egészen 1921-ig, ekkor az Új Corso Mozgófényképüzem Rt. üzemvezetője lett, amely posztját 1948-ig megtartotta. 1911-től fogva 1914-ig szerkesztette a Mozgófényképkezelők Közlönyét, 1916-tól fogva különböző szakalapokba cikkezett, így a Mozivilág, a Képes Mozivilág a Filmkultúra és a Magyar Film című periodikákba. Az első világháborúban Galíciában harcolt az oroszok ellen, ám megsebesült és felmentették a frontszolgálat alól. 1908 és 1914 között irányította a budai Helios mozit, majd 1918 és 1921 között a Palota, Batthyány, illetve a Scala mozikat. 1923 és 1926 között az Egyesült Corso - Omnia filmvállalat ügyvezető-igazgatója volt, 1939-től a Sláger film kft. volt munkahelye, ahol ügyvezető volt. A kegyelmes úr rokona c. film gyártásakor művészeti vezetőként vett részt a munkában. 1933 és 1936 között, majd 1939-től tagja volt az Országos Mozgóképvizsgáló Bizottságnak. 1925-től három éven át a magyar kereskedelmi statisztikai értékmegállapító bizottság szakértője, majd a bizottság rendes tagja, s megkapta a magyar királyi kereskedelmi tanácsosi címet is. 1936-ban a korábban általa vezetett Corso színházat az ő terveit alapul véve alakították át 800 személyessé. 1941-ben Székely Sándor és az ő szerkesztésében adták ki a Filmlexikon c. művet.
Több művészeti intézmény (Sláger film kft., Madách Színház) bérletében bírt érdekeltséggel.
Fia Castiglione Tibor volt.

## Filmográfia (producerként)
- 1942 Az 5-ös számú őrház[m 2][5]
- 1943 Legény a gáton[6]